# Geraldton-Greenough City
Geraldton-Greenough City var en kommun i Western Australia, Australien. Kommunen, som är belägen 424 km norr om Perth, vid kusten, i regionen Mid West, har en yta på 1 798 km², och en folkmängd på 36 446 enligt 2011 års folkräkning. 
Kommunen skapades 2007 genom en sammanslagning av dåvarande kommunerna Geraldton City och Greenough Shire. Huvudort är Geraldton. Det fanns bara i fyra år, och slogs samman med Mullewa Shire att bilda Greater Geraldton City. Andra orter var Greenough, Cape Burney och Drummond Cove. 